# Johann Alois Minnich

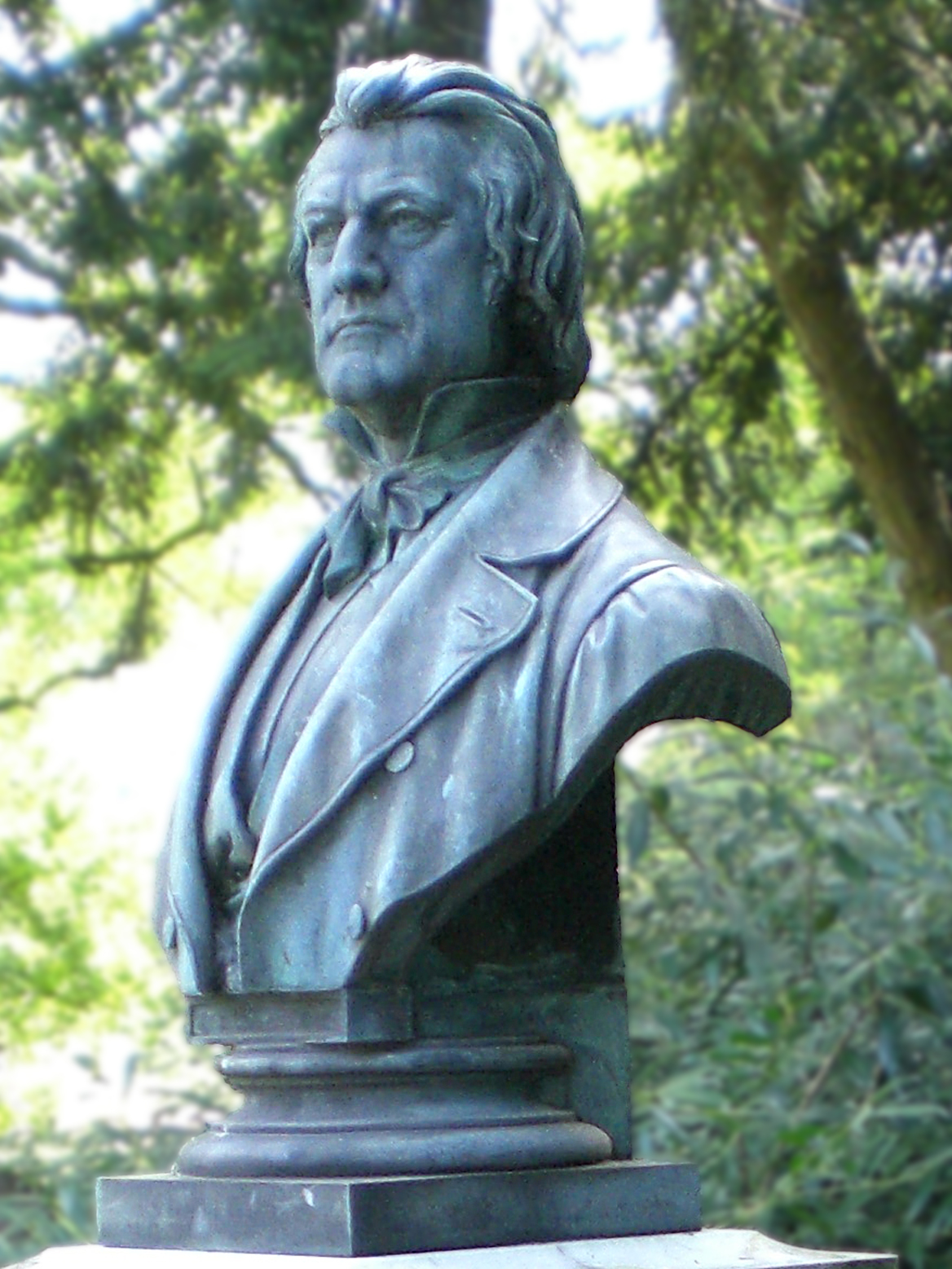
Johann Alois Minnich, Büste von 1887

Johann Alois Minnich (* 1. Juni 1801 in Lenzburg; † 2. Juli 1885 in Baden AG) war ein Schweizer Badearzt mit Wirkungsstätte im Bäderquartier Baden.

## Leben
Minnich stammte aus einer katholischen Familie, die «aus Deutschen Landen» eingewandert war. Sein Vater, Alois Hyacinthus, war Maler und Zeichner. Johann Alois besuchte als Schüler das Pfeiffer’sche Institut in Lenzburg, Pestalozzis Schule in Yverdon sowie die Lyzeen in Solothurn und Luzern. In Solothurn war er auch als Lehrer am Waisenhaus tätig.
Minnich heiratete um das Jahr 1825  Antoinette Guggenbühler aus Luzern, Tochter eines Verhörrichters. Ihr Sohn Albert Minich (1827–1899) wurde Arzt und sein Nachfolger. Dessen Sohn war der Arzt und Wissenschaftler Walter Minnich (1864–1940). In zweiter Ehe heiratete Minnich 1864 Albertine Andreae.
In den Jahren 1821 bis 1825 studierte er Medizin in Freiburg im Breisgau und Würzburg, wo er promoviert wurde, und machte als Begleiter seines Medizinprofessors Johann Lukas Schönlein eine Türkeireise.
Nach Bestehen des Staatsexamens in Aarau praktizierte Minnich 1825 bis 1832 als niedergelassener Arzt in Mellingen. Er wurde Mitglied der Eidgenössischen Cholerakommission und war als Cholerakommissär (1831 und 1836) der Verfasser ihres Schlussberichtes. Unmittelbar danach erfolgte 1832 seine Ernennung zum Bad-Armenarzt des Kantons Aargau in Baden, wo er sich beruflich und gesellschaftlich engagierte. Für seine «Verdienste um die Erforschung der Ursachen und der Behandlung der Cholera» erhielt er 1844 die Ehrendoktorwürde der Universität Zürich.
Minnich veröffentlichte Lyrik in Mundart und auch in Hochdeutsch. Sein erstes Werk Alpenblumen. Eine Lese schweizerischer Gedichte, das 1836 in Luzern erschien, hatte er bereits im Juli 1824 im Freiburger Wochen- oder Unterhaltungs-Blatt veröffentlicht. Sein Werk Baden in der Schweiz befriedigte seinerzeit eher medizinische Neugier, heute ist es mehr von heimatkundlichem Interesse. Daneben verfasste er auch Reiseschilderungen und widmete sich der Malerei und dem Zeichnen.
Johann Alois Minnich wohnte in der Villa Bäderstrasse 6, die heute unter dem Namen «Zum Castell» bekannt ist. In diesem Haus waren später eine Papeterie und ein Fotogeschäft beheimatet. Badener mutmassten daher gelegentlich, die bekannten Farbstifte könnten ihren Namen von Faber-Castell herleiten. Das Haus wurde für ihn in den Jahren 1837/38 errichtet, befindet sich heute in privatem Besitz und steht als kommunales Baudenkmal unter Denkmalschutz.
An die integrative Persönlichkeit Minnichs erinnert heute ein Denkmal im Badener Mättelipark, das zwei Jahre nach seinem Tod «von seinen Freunden» gestiftet wurde. Der Entwurf stammt vom gebürtigen Badener Robert Dorer, dem wichtige Nationaldenkmäler zuzuschreiben sind, so beispielsweise auch das Genfer Nationaldenkmal am Seequai mit den beiden Frauenfiguren.

## Schriften (Auswahl)
- Alpenblumen. Eine Lese schweizerischer Gedichte. Meyer, Luzern 1836. google books
- Bilder aus der Schweiz. Meyer und Zeller, Zürich 1845.
- Reisebilder aus Spanien: mit einer Ansicht des Saales der Abenzerragen in der Alhambra. Schultheß, Zürich 1862.
- Baden in der Schweiz und seine warmen Heilquellen in medizinischer, naturhistorischer und geschichtlicher Hinsicht. Mit mehreren Kupfern und einer Karte. Baden 1844 (2., umgearbeitete Auflage 1871). google books
  - Baden en Suisse et ses sources minérales chaudes au point de vue de la médecine, de l’histoire naturelle et de la topographie. J. Zehnder, Baden 1872.
- Zur Hebel-Feier in Basel 1860. Gedichte in alemannischer Mundart. Baden 1860.